# Hermosa Beach
Hermosa Beach és una ciutat dels Estats Units a l'estat de Califòrnia. Segons el cens del 2000 tenia 18.566 habitants.

## Demografia
Segons el cens del 2000, Hermosa Beach tenia 18.566 habitants, 9.476 habitatges, i 3.553 famílies. La densitat de població era de 5.012,8 habitants/km².
Dels 9.476 habitatges en un 14,1% hi vivien nens de menys de 18 anys, en un 30,6% hi vivien parelles casades, en un 4,5% dones solteres, i en un 62,5% no eren unitats familiars. En el 39,4% dels habitatges hi vivien persones soles el 3,9% de les quals corresponia a persones de 65 anys o més que vivien soles. El nombre mitjà de persones vivint en cada habitatge era d'1,95 i el nombre mitjà de persones que vivien en cada família era de 2,65.
Per edats la població es repartia de la següent manera: un 12% tenia menys de 18 anys, un 6,1% entre 18 i 24, un 55% entre 25 i 44, un 20,1% de 45 a 60 i un 6,8% 65 anys o més.
L'edat mediana era de 34 anys. Per cada 100 dones de 18 o més anys hi havia 113,8 homes.
La renda mediana per habitatge era de 81.153 $ i la renda mediana per família de 104.645 $. Els homes tenien una renda mediana de 67.407 $ mentre que les dones 50.295 $. La renda per capita de la població era de 54.244 $. Entorn de l'1,7% de les famílies i el 4,6% de la població estaven per davall del llindar de pobresa.

## Poblacions més properes
El següent diagrama mostra les poblacions més properes.